# Diplocephalus arnoi
Diplocephalus arnoi là một loài nhện trong họ Linyphiidae.
Loài này thuộc chi Diplocephalus. Diplocephalus arnoi được Isaia miêu tả năm 2005.